# Taku Etō
Taku Etō (江藤 拓, Etō Taku), född 1 juli 1960 i Miyazaki prefektur, är en japansk politiker tillhörande Liberaldemokratiska partiet (LDP). Han har varit ledamot av Japans underhus sedan 2003 och har bland annat tjänstgjort som landets jordbruks-, skogs- och fiskeriminister i Shinzō Abes regering 2019-2020 samt i Shigeru Ishibas regering 2024-2025. Etō uppmärksammades i maj 2025 för ett kontroversiellt uttalande om att han aldrig behövt köpa ris då han får det av sina supportrar, något som ledde till kraftig kritik och att han tvingades avgå som jordbruksminister samma månad.

## Biografi
Etō valdes första gången in i underhuset 2003 som representant för Miyazaki prefekturs andra valkrets. Inom politiken har han främst engagerat sig i jordbruks- och fiskerelaterade frågor. Han tillhör LDP sedan starten av sin karriär, bortsett från en kort period 2005–2006 då han stod utanför partiet som oberoende ledamot efter en konflikt om premiärminister Junichiro Koizumis privatisering av postväsendet. Under sin tid i parlamentet har Etō innehaft flera framträdande poster: han har bland annat varit vice jordbruksminister (statssekreterare) och ordförande för representanthusets utskott för jordbruk, skogsbruk och fiske.
I september 2019 utsågs Etō till jordbruks-, skogs- och fiskeriminister i premiärminister Shinzō Abes fjärde regering, en post han innehade till september 2020. Efter att Abe avgick hösten 2020 lämnade Etō ministerposten, men han fortsatte som parlamentariker. När LDP-ledaren Shigeru Ishiba tillträdde som Japans premiärminister hösten 2024 återkom Etō som jordbruksminister i den nya regeringen. Han spelade då en nyckelroll i regeringens arbete med att hantera den nationella "riskrisen". Bland annat deltog han i handelsförhandlingar med USA där ökad import av amerikanskt ris diskuterades som en möjlig eftergift i utbyte mot sänkta tullar.

### Avgång 2025
I maj 2025 hamnade Etō i blåsväder efter ett omstritt uttalande om landets rispriser. Vid ett LDP-evenemang i Saga prefektur uttalade han sig att han "aldrig behövt köpa ris" eftersom hans supportrar skänkt honom så mycket "att han praktiskt taget kan börja sälja det". Uttalandet väckte starka negativa reaktioner i Japan och ansågs verklighetsfrånvänt och respektlöst, särskilt som rispriset hade stigit kraftigt och i april 2025 låg nära dubbelt så högt som året innan.
Premiärminister Shigeru Ishiba tog avstånd från uttalandet och krävde en förklaring av Etō och bad offentligt om ursäkt å regeringens vägnar, med orden att ansvaret låg hos honom själv som hade utnämnt Etō. Efter några dagars intensiva påtryckningar och hot om misstroendevotum från oppositionen valde Ishiba att entlediga jordbruksministern och den 21 maj 2025 avgick Etō från sin post. Han blev därmed den första ministern som fick lämna Ishibas regering sedan denna tillträdde. Etō ersattes av den tidigare miljöministern Shinjirō Koizumi, som fick i uppdrag att hantera den akuta risprisfrågan och återställa allmänhetens förtroende.